# Casamento do Rei Carlos XVI Gustavo da Suécia e Sílvia Sommerlath

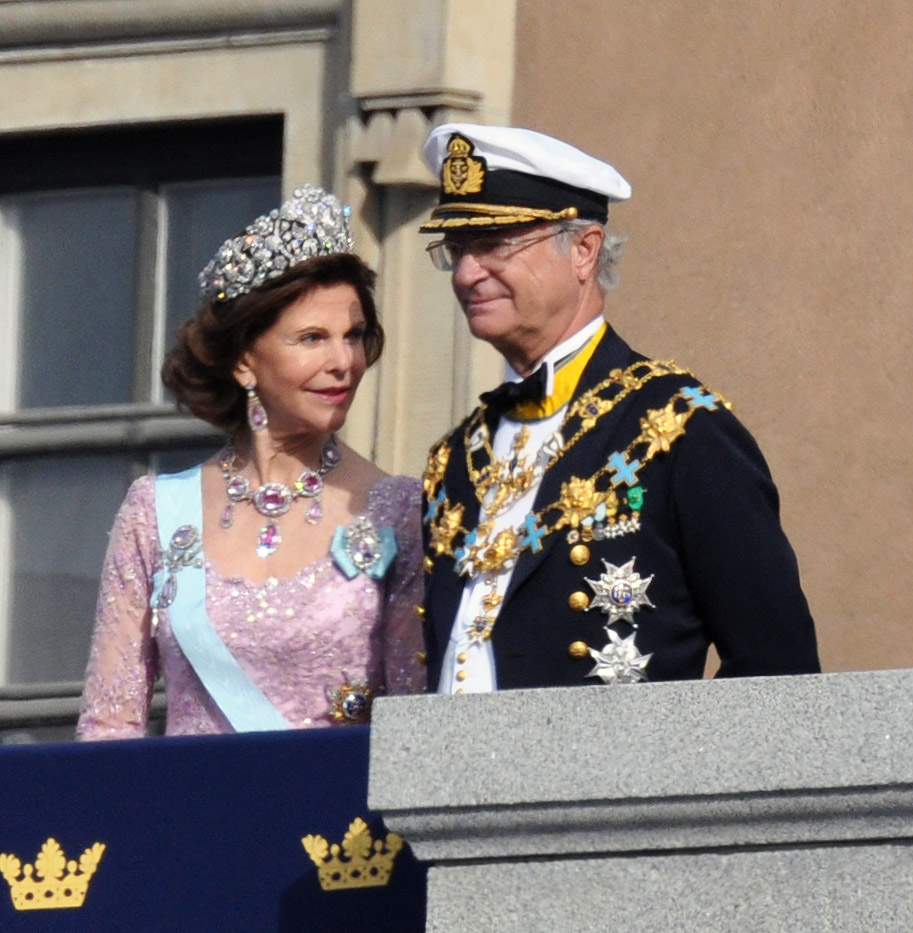
O rei e a rainha da Suécia durante o casamento da Princesa Vitória

O casamento do rei Carlos XVI Gustavo da Suécia, aos 30 anos de idade, e da alemã Silvia Sommerlath, três anos mais velha que ele, foi o primeiro que um monarca reinante celebrava no país desde 1797; o anterior foi o do rei Gustavo IV Adolfo, com 21 anos, e a princesa Frederica de Baden, com 16. Carlos Gustavo e Sílvia conheceram-se nos Jogos Olímpicos de Munique, em 1972.
O compromisso de Carlos Gustavo, rei da Suécia e Sílvia começou a 15 de setembro de 1973, foi anunciado a 12 de março de 1976 no Palácio Real e no dia seguinte os noivos tiveram um encontro com a imprensa nos apartamentos da princesa Sibila. O anuncio do matrimónio foi tornado público pelo Chefe da Corte, Chaplain Hans Åkerhielm a 7 de junho no púlpito da Capela Real. A boda teve lugar na Catedral de São Nicolau de Estocolmo a 19 de junho, quase três meses depois do seu compromisso.

## Atos prévios ao enlace
Na noite anterior ao casamento, houve uma noite de gala na ópera.  A noiva fez uma entrada memorável: deslumbrante e linda com um vestido fino, alta corte e totalmente dobrado, uma jaqueta de renda e pela primeira vez, usando a tiara favorita da princesa Sibila. No dia anterior, Silvia Sommerlath, mesmo sendo uma cidadã estrangeira, foi condecorada com a Ordem do Serafim. 
Após a gala na ópera, o rei serviu como anfitrião de um jantar e baile no Palácio de Drottningholm para cerca de 200 convidados, familiares e amigos pessoais. 
O primeiro casamento de um monarca reinante na Suécia, em tempos modernos, era simples, jovem e romântico. Ele provou ser um evento que atraiu o interesse de muitos meios de comunicação e nesse sentido, se cumpriu o desejo expresso do Rei de que tivesse a maior transparência possível no que concerne aos preparativos oficiais do enlace.

## Decoração da Catedral de Estocolmo
O dia do casamento, ao início da manhã, o Mestre de Cerimônias e dois camareiros levaram do Tesouro as coroas de Erik XIV e Lovisa Ulrika para a Catedral de Estocolmo, onde foram colocadas em duas almofadas em azul escuro à esquerda e à direita do altar durante a cerimónia e junto a Carmita Sommerlath, sobrinha de Silvia. A catedral foi decorada em azul e rosa e perfumada com lilás branco, gladíolos e espíreas contidas em urnas de flores. 
No altar pendia um antependium, doados por Johan, filho de Axel Oxenstierna, em 1659.  A frente, um brocado floral pequeno, foi decorado com o brasão de armas de Oxenstierna e Brahe.  As iniciais, títulos e propriedades do doador e sua esposa, Margareta Brahe, também foram bordados na antependium, que é exclusivo para a catedral de Estocolmo e é usado para cerimónias reais. 
No altar também foram colocados dois castiçais e um crucifixo de carvalho, de prata e de ouro feita em Augsburg e doado por Magnus Gabriel De la Gardie à Rainha Cristina para a sua coroação em 1650. Silvia Sommerlath tinha escolhido para o altar dois vasos de prata contendo a rosa vermelha em homenagem a rainha Silvia, cultivada especialmente para a ocasião. A Rainha Louise tinha doado os vasos na Catedral de Estocolmo e Silvia estava muito orgulhoso deles. 

## O vestido da noiva

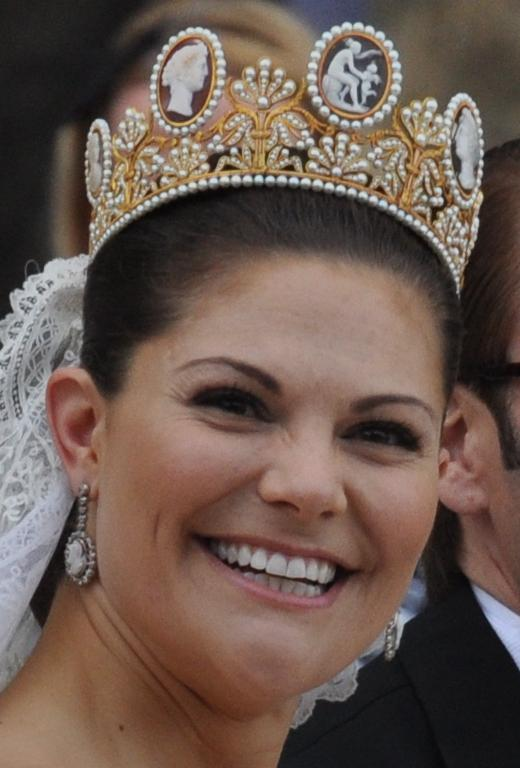
A Princesa Vitória usou a tiara camafeu no dia do seu casamento em 2010.

O vestido de noiva, o segredo tradicionalmente mais bem guardado não foi revelado até o último momento. A noiva escolheu um no mesmo estilo clássico que tinham usado as princesas Birgitta e Desiree em seu casamento e foi desenhado por Marc Bohan da Dior, que também foi responsável pelos trajes dos pajens e as damas de honor. O vestido era marfim, completamente liso e com mangas compridas, cintura entalalda e com uma longa cauda, que começou de um pouco acima da cintura. 
O véu da futura rainha, com renda bordada, era uma herança de família Bernadotte. Usado pela Rainha Sofia, a princesa Sibila, mãe do rei, e Desirée e pelas princesas Margaret e Cristina. O véu foi realizada pela com participações especiais embutidos em ouro vermelho e pérolas foi o presente que recebeu da princesa Josefina quando se casou com o rei Oscar I. A tiara foi fechado por um raminho de murta Sofiero, árvore plantada pela avó paterna do rei, a princesa Margaret. 
Uma jovem florista Marlene Pröpster, da NK loja, foi concedida a honra de fazer o buquê de noiva com orquídeas brancas, alguns ramos de jasmim e lírio do vale.  Os pajens e damas de honra, tiveram os suas próprios buquês: Middelschulze Amelia, e Sophia Helene Sommerlath Silfverschiold tiveram buquês brancos, e James Ambler e Hubertus von Hohenzollern, buquês em amarelo e azul, as cores da bandeira sueca.

### As alianças
Seguindo a tradição de casamento alemão, o anel de casamento, em ouro branco e diamantes, foi levado numa almofada por a dama de honor Carmita Sommerlath, filha de Ralf Sommerlath, irmão da rainha.

### A Tiara
A nova rainha da Suécia usou a tiara Camafeu da Imperatriz Josephine, uma das peças mais luxuosas e mais importantes na coleção de jóias da família real sueca. É feita de cinco camafeus e pérolas definidos em ouro vermelho com um motivo madressilva.
A peça já havia sido usado antes pela rainha Ingrid da Dinamarca, que nasceu princesa da Suécia, a mãe do rei, a princesa Sybilla, e por todas as suas irmãs no dia do seu casamento. Foi usada por a Princesa Victoria no seu casamento em 2010.

## Viagem por mar para o Palácio Real

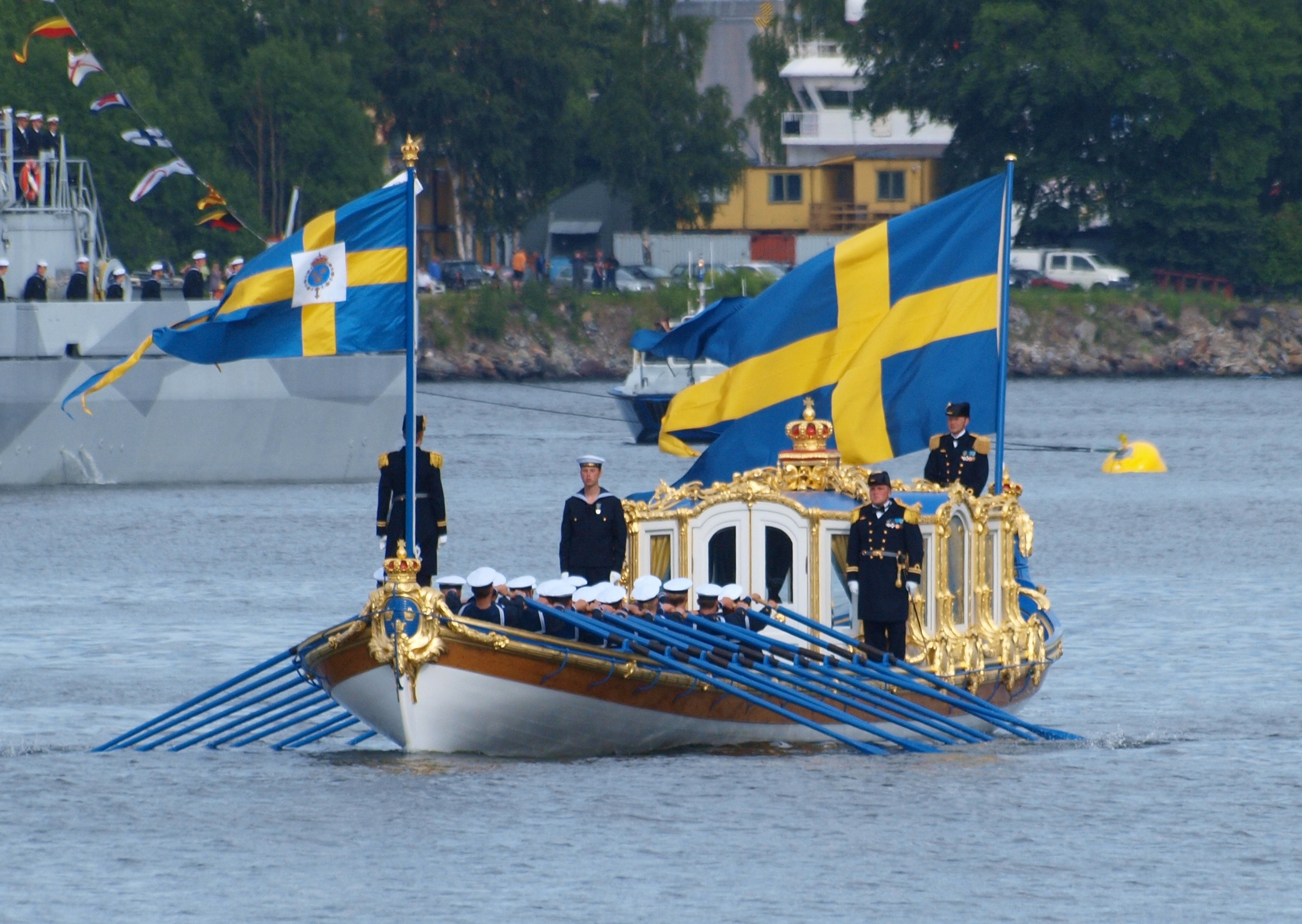
O rei e a rainha da Suécia viajaram por mar no barco Vasaorden até ao Palácio Real.

Após a cerimónia do casamento, os novos reis da Suécia percorreram numa carruagem de lâmpadas de prata, agitando bandeiras e lenços ao longo de todo o caminho, a cidade de Estocolmo. Escoltados por esquadrões de lanceiros e dragões reais, e uma alegria plena de Estocolmo chegaram com sorrisos e aplausos a Skeppsholmen, para fazerem uma viagem no barco Vasaorden até Logårdstrappan Strømmen em Skeppsbron.
Depois de oito minutos de viagem no barco real. À chegada a Logårdstrappan, que havia sido transformado em um prado florido, mais de 224 músicos populares de Dalarna, vestindo os seus trajes e liderados pelo popular músico Karl Knis Aronsson, tocaram Brudmarsch från Leksand (marcha nupcial de Leksand) para os recém-casados enquanto eles caminhavam pelo tapete vermelho.
Nos escadas de Logården, para o Palácio Real, receberam o governador do Palácio Real Sixten Wohlfart. No pátio interior do palácio, o casal agradeceu as cerimónias de boas-vindas. Entre elas destacam-se vároas aeronaves que fizeram uma passagem rápida sobre as montanhas do sul, uma manifestação de felicidade da Força Aérea, desenhando um coração com tiro de fumaça no céu. 

## A foto do casamento
A tradicional fotografia de casamento foi tirada por o fotógrafo Lennart Nilsson, que teve o seu tempo na sua tarefa, enquanto milhares de cidadãos de Estocolmo se concentravam em Norrbro e nas ruas e praças adjacentes esperando para ver a os reis recém-casados.

## Banquete nupcial emVita havet
A festa de casamento foi realizada no piso de representação do príncipe Bertil, Vita havet, no piso superior da ala leste do palácio. O próprio Príncipe Bertil atuou como anfitrião e fez um discurso emocionante para o casal, em nome de toda a Família Real e desejou aos noivos "toda a felicidade que se possa imaginar em suas vidas."  Alice e Walther Sommerlath, pais da noiva, foram os convidados de honra, mesmo que entre os outros convidados estivessem reis e rainhas. 
O almoço foi preparado pelo chef da corte, Werner Vögeli. O menu incluiu sopa fria com caviar, mousse de salmão uma receita da "Rainha Silvia", pomba fria com fígado de ganso e morangos silvestres com sorvete de creme e chantilly.  Croquembouche bolo lindo decorado com rosas de marzipã e rosa cozido por o mesyte Operakällaren Oster Dag, dominava as mesas.

## Lista de convidados

### Família do noivo
- Margarida, Sra. Ambler e John Ambler (irmã e cunhado do noivo)
- Brígida e João Jorge de Hohenzollern (irmã e cunhado do noivo)
- Désirée, Baronesa Nils Augusto Silfverschiöld e Barão Augusto Nils Silfverschiöld (irmã e cunhado no noivo)
- Cristina, Sra. Magnunson e Tord Magnuson (irmã e cunhado do noivo)
- Conde Sigvard e Condessa Mariane Bernadotte de Wisborg (tios paternos do noivo)
  - Conde Michael Sigvard Bernadotte de Wisborg
- Ingrid, Rainha Viúva da Dinamarca (tia paterna do noivo)
  - Margarida II e Henrique, Príncipe Consorte da Dinamarca
    - Frederico, Príncipe Herdeiro da Dinamarca
    - Joaquim da Dinamarca

  - Benedita, Princesa de Sayn-Wittgenstein-Berleburg e Ricardo, Príncipe de Sayn-Wittgenstein-Berleburg
    - Gustavo, Príncipe Hereditário de Sayn-Wittgenstein-Berleburgo
    - Alexandra de Sayn-Wittgenstein-Berleburgo

  - Ana Maria e Constantino II dos Helenos
    - Alexia da Grécia e Dinamarca
    - Paulo, Príncipe Herdeiro da Grécia
    - Nicolau da Grécia e Dinamarca
- Bertil, Duque da Halândia e Liliana Craig (tio paterno do noivo e sua noiva)
- Conde Carlos João e Condessa Kerstin Bernadotte de Wisborg (tios paternos do noivo)
  - Monika Bernadotte (adotada)
  - Cristiano Bernadotte (adotado)
- Conde Lennart e Condessa Sonja Bernadotte de Wisborg (primos do pai do noivo)
- Conde Carlos Oscar Bernadotte de Wisborg (primo do avô do noivo)
- Condessa Viúva Estelle Bernadotte de Wisborg (viúva do primo do avô do noivo)
- Margarida da Dinamarca (prima do avô do noivo)
  - Jorge Valdemar e Ana da Dinamarca
  - Conde Flemming Valdemar e Condessa Alice de Rosenborg
- Olavo V da Noruega (viúvo da prima do avô do noivo)
  - Ragnhild, Sra. Lorentzen e Erling Lorentzen
  - Astrid, Sra. Ferner e Johan Martin Ferner
  - Haroldo, Príncipe Herdeiro da Noruega e Sônia, Princesa Herdeira da Noruega
- Leopoldo III dos Belgas (viúvo da prima do avô do noivo)
  - Josefina Carlota, Grã-Duquesa de Luxemburgo e João, Grão-Duque de Luxemburgo
  - Balduíno I e Fabíola dos Belgas
  - Alberto, Príncipe de Liège e Paola, Princesa de Liège
- Carlos, Príncipe Bernadotte e Cristina, Princesa Bernadotte (primos do avô do noivo)
  - Condessa Madalena Bernadotte
- Carolina Matilde de Saxe-Coburgo-Gota (tia materna no noivo)
  - Bertram Frederico, Conde de Castell-Rüdenhausen
  - Conde Conrado Frederico de Castell-Rüdenhausen
  - Condessa Vitória Adelaide de Castell-Rüdenhausen
  - Calma Barbara Schnirring
  - Dagmar Sibylla Schnirring
- Frederico Josias, Príncipe de Saxe-Coburgo-Gota (tio materna do noivo)
  - André, Príncipe Hereditário de Saxe-Coburgo-Gota e Carin, Princesa Hereditária de Saxe-Coburgo-Gota
  - Cláudia, Sra. Schäfer e João Schäfer
  - Beatriz Carlota de Saxe-Coburgo-Gota
  - Adriano de Saxe-Coburgo-Gota
- Alice, Condessa de Athlone (tia-avó materna do noivo)
  - May Abel Smith e Henrique Abel Smith
    - Ana e David Liddell-Grainger
    - Ricardo e Márcia Abel Smith
    - Elizabeth Wise

### Realeza Reinante
Mónaco:
- Rainier II, Príncipe de Mônaco e Grace, Princesa de Mônaco

Países Baixos:
- Beatriz I e Claus, Príncipe Consorte dos Países Baixos

### Realeza Não Reinante
Bulgária:
- Simeão II e Margarita dos Búlgaros

França:
- Alfonso, Duque de Cádiz e Carmen, Duquesa de Cádiz

### Chefes de Estado Republicanos
- Walter Scheel, Presidente da Alemanha Federal

## Lua de mel
O casal escolheu o Havaí como destino para sua lua de mel, quando regressaram desfrutaram de umas merecidas férias no Palácio Solliden na  ilha da Öland.

## Ver Também
- Carlos XVI Gustavo da Suécia
- Rainha Silvia da Suécia

## Ligações Externas
- Página Oficial da Família real sueca